# Stephen van Haestregt
Stephen van Haestregt (ur. 12 września 1972 w Westdorpe w Zelandii) – holenderski perkusista, a także producent muzyczny i inżynier dźwięku. Stephen van Haestregt znany jest przede wszystkim z występów w grupie muzycznej Within Temptation. Do zespołu należał w latach 2002-2010. Poprzednio perkusista w kilku zespołach, m.in. Orphanage, Ambeon i Paralysis. Jako producent muzyczny współpracował z zespołami After Forever, Ayreon i Pandaemonium.

## Dyskografia
- Paralysis - Architecture Of The Imagination (2000, AFM Records)
- Ambeon - Fate of a Dreamer (2001, Transmission Records)
- After Forever - Decipher (2001, Transmission Records)
- Within Temptation - The Silent Force (2004, GUN Records, Roadrunner Records)
- Within Temptation - The Silent Force Tour (2005, GUN Records, Roadrunner Records)
- Within Temptation - The Heart of Everything (2007, Roadrunner Records)
- Within Temptation - Black Symphony (2008, Roadrunner Records)
- Within Temptation - An Acoustic Night at the Theatre (2009, Roadrunner Records)